# Чемпіонат Шотландії з футболу 2015—2016
Чемпіонат Шотландії з футболу 2015-16 у Прем'єршип — футбольне змагання у найвищому дивізіоні чемпіонату Шотландії, що стартувало 1 серпня 2015 року та фінішувало 15 травня 2016 року. Це 119-ий сезон з моменту заснування турніру. Чемпіонський титул здобув «Селтік».

## Зміни порівняно з попереднім сезоном
| Поз. | Клуб, який вибув до Чемпіоншипу |
| ---- | ------------------------------- |
| 12   | Сент-Міррен                     |

| Поз. | Клуб, який потрапив до Прем'єршип |
| ---- | --------------------------------- |
| 1    | Гарт оф Мідлотіан                 |

## Регламент
Чемпіонат складається з двох етапів. На першому етапі клуби проведуть триколовий турнір. Починаючи з 34 туру клуби розбиваються на дві шістки і проведуть між собою ще один одноколовий турнір. Перша шістка виявить чемпіона Шотландії та призерів, друга невдах чемпіонату, клуб, що посідає 12 місце вибуває до Чемпіоншипу одразу, а клуб, що посідає 11 місце грає матчі плей-оф з переможцем плей-оф Чемпіоншипу. 
Загалом клуби проведуть у чемпіонаті 228 матчів.

## Клуби та стадіони
| Абердин                   | Селтік | Данді | Данді Юнайтед     |
| ------------------------- | --- | --- | ----------------- |
| Піттодрі                  | Селтік Парк | Денс Парк | Теннедайс Парк    |
| Місткість: 20,897         | Місткість: 60,355 | Місткість: 11,506 | Місткість: 14,229 |
|                           | | |                   |
| Гамільтон Академікал      | Абердин Данді Юнайтед Данді Гарт оф Мідлотіан Інвернесс Каледоніан Тісл Кілмарнок Росс Каунті Сент-Джонстон Селтік Гамільтон Академікал Мотервелл Партік Тіслclass=notpageimage\| Місцезнаходження команд-учасниць Прем'єршип 2015–16 | Абердин Данді Юнайтед Данді Гарт оф Мідлотіан Інвернесс Каледоніан Тісл Кілмарнок Росс Каунті Сент-Джонстон Селтік Гамільтон Академікал Мотервелл Партік Тіслclass=notpageimage\| Місцезнаходження команд-учасниць Прем'єршип 2015–16 | Гарт оф Мідлотіан |
| Нью Дуглас Парк           | Абердин Данді Юнайтед Данді Гарт оф Мідлотіан Інвернесс Каледоніан Тісл Кілмарнок Росс Каунті Сент-Джонстон Селтік Гамільтон Академікал Мотервелл Партік Тіслclass=notpageimage\| Місцезнаходження команд-учасниць Прем'єршип 2015–16 | Абердин Данді Юнайтед Данді Гарт оф Мідлотіан Інвернесс Каледоніан Тісл Кілмарнок Росс Каунті Сент-Джонстон Селтік Гамільтон Академікал Мотервелл Партік Тіслclass=notpageimage\| Місцезнаходження команд-учасниць Прем'єршип 2015–16 | Тайнкасл Парк     |
| Місткість: 6,078          | Абердин Данді Юнайтед Данді Гарт оф Мідлотіан Інвернесс Каледоніан Тісл Кілмарнок Росс Каунті Сент-Джонстон Селтік Гамільтон Академікал Мотервелл Партік Тіслclass=notpageimage\| Місцезнаходження команд-учасниць Прем'єршип 2015–16 | Абердин Данді Юнайтед Данді Гарт оф Мідлотіан Інвернесс Каледоніан Тісл Кілмарнок Росс Каунті Сент-Джонстон Селтік Гамільтон Академікал Мотервелл Партік Тіслclass=notpageimage\| Місцезнаходження команд-учасниць Прем'єршип 2015–16 | Місткість: 17,529 |
|                           | Абердин Данді Юнайтед Данді Гарт оф Мідлотіан Інвернесс Каледоніан Тісл Кілмарнок Росс Каунті Сент-Джонстон Селтік Гамільтон Академікал Мотервелл Партік Тіслclass=notpageimage\| Місцезнаходження команд-учасниць Прем'єршип 2015–16 | Абердин Данді Юнайтед Данді Гарт оф Мідлотіан Інвернесс Каледоніан Тісл Кілмарнок Росс Каунті Сент-Джонстон Селтік Гамільтон Академікал Мотервелл Партік Тіслclass=notpageimage\| Місцезнаходження команд-учасниць Прем'єршип 2015–16 |                   |
| Інвернесс Каледоніан Тісл | Абердин Данді Юнайтед Данді Гарт оф Мідлотіан Інвернесс Каледоніан Тісл Кілмарнок Росс Каунті Сент-Джонстон Селтік Гамільтон Академікал Мотервелл Партік Тіслclass=notpageimage\| Місцезнаходження команд-учасниць Прем'єршип 2015–16 | Абердин Данді Юнайтед Данді Гарт оф Мідлотіан Інвернесс Каледоніан Тісл Кілмарнок Росс Каунті Сент-Джонстон Селтік Гамільтон Академікал Мотервелл Партік Тіслclass=notpageimage\| Місцезнаходження команд-учасниць Прем'єршип 2015–16 | Кілмарнок         |
| Каледоніан                | Абердин Данді Юнайтед Данді Гарт оф Мідлотіан Інвернесс Каледоніан Тісл Кілмарнок Росс Каунті Сент-Джонстон Селтік Гамільтон Академікал Мотервелл Партік Тіслclass=notpageimage\| Місцезнаходження команд-учасниць Прем'єршип 2015–16 | Абердин Данді Юнайтед Данді Гарт оф Мідлотіан Інвернесс Каледоніан Тісл Кілмарнок Росс Каунті Сент-Джонстон Селтік Гамільтон Академікал Мотервелл Партік Тіслclass=notpageimage\| Місцезнаходження команд-учасниць Прем'єршип 2015–16 | Реґбі Парк        |
| Місткість: 7,800          | Абердин Данді Юнайтед Данді Гарт оф Мідлотіан Інвернесс Каледоніан Тісл Кілмарнок Росс Каунті Сент-Джонстон Селтік Гамільтон Академікал Мотервелл Партік Тіслclass=notpageimage\| Місцезнаходження команд-учасниць Прем'єршип 2015–16 | Абердин Данді Юнайтед Данді Гарт оф Мідлотіан Інвернесс Каледоніан Тісл Кілмарнок Росс Каунті Сент-Джонстон Селтік Гамільтон Академікал Мотервелл Партік Тіслclass=notpageimage\| Місцезнаходження команд-учасниць Прем'єршип 2015–16 | Місткість: 18,128 |
|                           | Абердин Данді Юнайтед Данді Гарт оф Мідлотіан Інвернесс Каледоніан Тісл Кілмарнок Росс Каунті Сент-Джонстон Селтік Гамільтон Академікал Мотервелл Партік Тіслclass=notpageimage\| Місцезнаходження команд-учасниць Прем'єршип 2015–16 | Абердин Данді Юнайтед Данді Гарт оф Мідлотіан Інвернесс Каледоніан Тісл Кілмарнок Росс Каунті Сент-Джонстон Селтік Гамільтон Академікал Мотервелл Партік Тіслclass=notpageimage\| Місцезнаходження команд-учасниць Прем'єршип 2015–16 |                   |
| Мотервелл                 | Партік Тісл | Росс Каунті | Сент-Джонстон     |
| Фір-Парк, Мотервелл       | Фірхілл | Вікторія Парк | Макдіармід Парк   |
| Місткість: 13,677         | Місткість: 10,102 | Місткість: 6,541 | Місткість: 10,696 |
|                           | | |                   |

## Тренери та спонсори
| Команда                   | Головний тренер | Капітан         | Екіпірування        | Титульний спонсор            |
| ------------------------- | --------------- | --------------- | ------------------- | ---------------------------- |
| Абердин                   | Дерек МакІннс   | Раян Джек       | Adidas              | Saltire Energy               |
| Селтік                    | Ронні Дейла     | Скотт Браун     | Нью Беленс          | C&C Group                    |
| Данді                     | Пол Гартлі      | Кевін Томсон    | Puma                | Kilmac Energy                |
| Данді Юнайтед             | Джекі Макнамара | Шон Діллон      | Nike                | Calor Gas                    |
| Гамільтон Академікал      | Мартін Каннінг  | Майкл Макговерн | Adidas              | Nevis, Scotia Aid            |
| Гарт оф Мідлотіан         | Роббі Нілсон    | Алім Озтюрк     | Puma                | Save the Children            |
| Інвернесс Каледоніан Тісл | Джон Г'юз       | Річі Форан      | Carbrini Sportswear | Subway                       |
| Кілмарнок                 | Гері Локк       | Марк Конноллі   | Erreà               | QTS                          |
| Мотервелл                 | Ян Барраклауг   | Кіт Леслі       | Macron              | Cash Converters              |
| Партік Тісл               | Алан Арчибальд  | Абдул Осман     | Joma                | Kingsford Capital Management |
| Росс Каунті               | Джим Макінтайр  | Ендрю Девіс     | Carbrini Sportswear | Stanley CRC Evans Offshore   |
| Сент-Джонстон             | Томмі Райт      | Девід Мекей     | Joma                | Invest in Perth              |

## Турнірна таблиця
| М   | Команда                   | І  | В  | Н  | П  | МЗ | МП | РМ  | О  |
| --- | ------------------------- | -- | -- | -- | -- | -- | -- | --- | -- |
| 1.  | Селтік                    | 33 | 23 | 7  | 3  | 78 | 25 | +53 | 76 |
| 2.  | Абердин                   | 33 | 21 | 5  | 7  | 56 | 36 | +20 | 68 |
| 3.  | Гарт оф Мідлотіан         | 33 | 17 | 9  | 7  | 54 | 33 | +21 | 60 |
| 4.  | Мотервелл                 | 33 | 13 | 5  | 15 | 41 | 49 | −8  | 44 |
| 5.  | Сент-Джонстон             | 33 | 12 | 7  | 14 | 48 | 51 | −3  | 43 |
| 6.  | Росс Каунті               | 33 | 13 | 4  | 16 | 48 | 55 | −7  | 43 |
| 7.  | Данді                     | 33 | 9  | 14 | 10 | 48 | 49 | −1  | 41 |
| 8.  | Партік Тісл               | 33 | 11 | 8  | 14 | 32 | 39 | −7  | 41 |
| 9.  | Інвернесс Каледоніан Тісл | 33 | 10 | 10 | 13 | 40 | 43 | −3  | 40 |
| 10. | Гамільтон Академікал      | 33 | 9  | 9  | 15 | 36 | 55 | −19 | 36 |
| 11. | Кілмарнок                 | 33 | 8  | 8  | 17 | 33 | 54 | −21 | 32 |
| 12. | Данді Юнайтед             | 33 | 6  | 6  | 21 | 33 | 58 | −25 | 24 |

Позначення:
|  | — участь у чемпіонському раунді                            |
|  | — участь у раунді за право залишитись в елітному дивізіоні |

## Другий раунд

### Чемпіонський раунд
| М  | Команда           | І  | В  | Н  | П  | МЗ | МП | РМ  | О  |
| -- | ----------------- | -- | -- | -- | -- | -- | -- | --- | -- |
| 1. | Селтік            | 38 | 26 | 8  | 4  | 93 | 31 | +62 | 86 |
| 2. | Абердин           | 38 | 22 | 5  | 11 | 62 | 48 | +14 | 71 |
| 3. | Гарт оф Мідлотіан | 38 | 18 | 11 | 9  | 59 | 40 | +19 | 65 |
| 4. | Сент-Джонстон     | 38 | 16 | 8  | 14 | 58 | 55 | +3  | 56 |
| 5. | Мотервелл         | 38 | 15 | 5  | 18 | 47 | 63 | −16 | 50 |
| 6. | Росс Каунті       | 38 | 14 | 6  | 18 | 55 | 61 | −6  | 48 |

Позначення:
|  | — участь у кваліфікаційному раунді Ліги чемпіонів УЄФА 2016—2017 |
|  | — участь у кваліфікаційному раунді Ліги Європи УЄФА 2016—2017    |

### Втішний раунд
| М  | Команда                   | І  | В  | Н  | П  | МЗ | МП | РМ  | О  |
| -- | ------------------------- | -- | -- | -- | -- | -- | -- | --- | -- |
| 1. | Інвернесс Каледоніан Тісл | 38 | 14 | 10 | 14 | 54 | 48 | +6  | 52 |
| 2. | Данді                     | 38 | 11 | 15 | 12 | 53 | 57 | −4  | 48 |
| 3. | Партік Тісл               | 38 | 12 | 10 | 16 | 41 | 50 | −9  | 46 |
| 4. | Гамільтон Академікал      | 38 | 11 | 10 | 17 | 42 | 63 | −21 | 43 |
| 5. | Кілмарнок                 | 38 | 9  | 9  | 20 | 41 | 64 | −23 | 36 |
| 6. | Данді Юнайтед*            | 38 | 8  | 7  | 23 | 45 | 70 | −25 | 28 |

Примітки: 

1. Клуб Данді Юнайтед покараний зняттям 3 очок за участь у матчі дискваліфікованого гравця.

Позначення:
|  | — участь у плей-оф            |
|  | — клуб, що залишає Прем'єршип |

## Результати
|             | Абе     | Сел     | Дан     | ДЮн         | Гам     | Гар     | Інв     | Кіл     | Мот     | Пар     | Рос     | СтД         |
| Абердин     |         | 2:1     | 2:0 1:0 | 2:0         | 1:0 3:0 | 1:0 0:1 | 2:2     | 2:0 2:1 | 1:1 4:1 | 0:0     | 3:1 0:4 | 1:5 1:1     |
| Селтік      | 3:1 3:2 |         | 6:0 0:0 | 5:0         | 8:1     | 0:0 3:1 | 4:2 3:0 | 0:0     | 1:2 7:0 | 1:0     | 2:0 1:1 | 3:1         |
| Данді       | 0:2     | 0:0     |         | 2:1         | 4:0 0:1 | 1:2 0:1 | 1:1     | 1:2 1:1 | 2:1 2:2 | 1:1     | 3:3 5:2 | 2:1 2:0     |
| ДЮ          | 0:1     | 1:3 1:4 | 2:2     |             | 1:2 1:3 | 0:1 2:1 | 1:1 0:2 | 1:2 5:1 | 0:3     | 0:1 3:3 | 1:0     | 1:2         |
| Гамільтон   | 1:1     | 1:2 1:1 | 1:1 2:1 | 4:0 0:0     |         | 3:2 0:0 | 3:4 0:1 | 0:1 0:4 | 1:0 0:1 | 0:0 1:2 | 1:3     | 2:4         |
| Гарт        | 1:3 2:1 | 2:2 1:3 | 1:1     | 3:2         | 2:0     |         | 1:0     | 1:1 1:0 | 2:0 6:0 | 3:0 1:0 | 2:0 1:1 | 4:3 0:3 2:2 |
| Інвернесс   | 2:1 3:1 | 1:3     | 1:1 4:0 | 2:2 2:3     | 0:2 0:1 | 2:0 0:0 |         | 2:1 3:1 | 0:1 1:2 | 0:0     | 2:0     | 0:1         |
| Кілмарнок   | 0:4 0:1 | 2:2     | 0:4 0:0 | 1:1 2:4     | 1:2 0:1 | 2:2     | 2:0 2:1 |         | 0:1     | 2:5 0:2 | 0:4 0:2 | 2:1 3:0     |
| Мотервелл   | 1:2 2:1 | 0:1 1:2 | 3:1     | 0:2 2:1     | 3:3     | 2:2 1:0 | 1:3     | 1:0 0:2 |         | 2:1 3:1 | 1:1 1:2 | 2:0 1:2     |
| Партік Тісл | 0:2 1:2 | 0:2 1:2 | 0:1 2:4 | 3:0 1:0 1:2 | 1:1 2:2 | 0:4     | 2:1 1:4 | 2:2 0:0 | 1:0     |         | 1:0     | 2:0         |
| Росс Каунті | 2:0 2:3 | 1:4     | 5:2     | 2:1 0:3     | 2:0 2:1 | 1:2 0:3 | 1:2 0:3 | 3:2     | 3:0 1:3 | 1:0     |         | 2:3 0:1     |
| Сент-Дж     | 3:4 3:0 | 0:3 2:1 | 1:1     | 2:1 0:1     | 4:1 0:0 | 0:0     | 1:1 1:0 | 2:1     | 2:1     | 1:2     | 1:1     |             |

## Плей-оф за право грати в Прем'єршип 2016-17

### Чвертьфінал
| Команда 1       | Заг. | Команда 2 | 1-й матч | 2-й матч |
| --------------- | ---- | --------- | -------- | -------- |
| 4/7 травня 2016 |      |           |          |          |
| Рейт Роверз     | 1:2  | Гіберніан | 1:0      | 0:2      |

### Півфінал
| Команда 1         | Заг. | Команда 2 | 1-й матч | 2-й матч |
| ----------------- | ---- | --------- | -------- | -------- |
| 10/13 травня 2016 |      |           |          |          |
| Гіберніан         | 4:5  | Фолкерк   | 2:2      | 2:3      |

### Фінал
| Команда 1         | Заг. | Команда 2 | 1-й матч | 2-й матч |
| ----------------- | ---- | --------- | -------- | -------- |
| 19/22 травня 2016 |      |           |          |          |
| Фолкерк           | 1:4  | Кілмарнок | 1:0      | 0:4      |

## Бомбардири
| Гравець       | Клуб        | Голи |
| ------------- | ----------- | ---- |
| Лі Гриффітс   | Селтік      | 31   |
| Кейн Хеммінгс | Данді       | 21   |
| Адам Руні     | Абердин     | 20   |
| Луїс Моулт    | Мотервелл   | 15   |
| Ліам Бойс     | Росс Каунті | 15   |